# 伊藤稔
伊藤 稔（いとう みのる、1954年3月15日 - ）は、北海道出身の元騎手・調教助手。
兄は元騎手の伊藤栄。

## 経歴

### デビューから1970年代
馬事公苑長期講習では安田隆行・稲葉的海と同期で、稲葉以外の同期には岩元市三・佐々木晶三・西園正都・出口隆義・池添兼雄・佐野清広・河内洋・秋山忠一がいた。
1974年3月に栗東・橋田俊三厩舎からデビューするが、兄の栄は家庭の事情で牧場管理に専念するため引退し、稔もデビュー前に父の病気で北海道に帰っていた。
同2日の阪神第2競走4歳未勝利・ワカマツクイン（13頭中10着）で初騎乗 を果たし、同期の出口もヤマニンチェス（13着）で初騎乗 であった。
4月1日の小倉第1競走4歳未勝利で5頭中5番人気のマルエクインに騎乗し、同期の河内が騎乗する人気馬マルブツシュウホウを抑えて初勝利を挙げる。
8月25日の小倉では自身初の2日連続勝利を記録し、1年目の同年から2桁勝利で12勝をマーク。
2年目の1975年には12月6日・7日の中京で初の2日連続勝利を記録し、2年連続2桁で自己最多の17勝をマーク。
3年目の1976年は4勝と初の1桁勝利に終わったが、4勝中3勝は中京ダート1700m戦で挙げ、12月11日の阪神では初の特別勝ちを記録。
1979年には4年ぶりの2桁となる11勝をマークし、1980年12月20日の京都第10競走清水特別で21頭中15番人気のアービルオーで勝利。

### 1980年代〜引退
1982年には2月21日の京都第6競走4歳新馬ではハギノカムイオーの新馬戦で2着に入ったドクタータケシバで勝利し、ドクタータケシバと同じ馬主のドクターモンスター、新潟時代に「ホクエツヒカリ」の名前で東北優駿を制したカネデントーショー  で条件戦3勝と活躍。
函館記念では須貝彦三厩舎の高松宮杯馬カズシゲで最内からすくって先頭に立ち、河内騎乗のサニーシプレーとの叩き合いを制し、ブロケード・メジロティターン・リーゼングロス・キヨヒダカも抑えて自身唯一の重賞制覇を飾った。
1982年に3年ぶりの2桁となる11勝、1983年には2年連続で自身最後の2桁となる17勝をマークし、1984年にはリウジンフジで金杯（西）をロンググレイスの4着に入った。
1985年にはリウジンフジで金杯（西）を10頭中8番人気ながらロングハヤブサ・ロンググレイスを抑えての2着、ニッポーキング産駒の九州産馬カシノテンザンで2勝を挙げた。
1987年と1989年には自己最低の1勝に終わり、最終騎乗となった1990年2月18日の阪神第6競走4歳500万下・ユートジョージを勝利で飾って引退。
引退後は松田国英厩舎の調教助手。

## 騎手成績
| 通算成績 | 1着 | 2着 | 3着 | 4着以下 | 出走回数 | 勝率 | 連対率 |
| -------- | --- | --- | --- | ------- | -------- | ---- | ------ |
| 平地     | 120 | 143 | 171 | 1209    | 1643     | .073 | .178   |

主な騎乗馬
- カズシゲ（1982年函館記念）